# Kesarja-Pardes Channa
Kesarja-Pardes Channa (hebr.: קיסריה - פרדס חנה) – stacja kolejowa w Pardes Channa-Karkur, w Izraelu. Jest obsługiwana przez Rakewet Jisra’el.

Stacja znajduje się w strefie przemysłowej położonej w północno-zachodniej części miasta Pardes Channa-Karkur, w pobliżu wioski Cezarea. Dworzec jest przystosowany dla osób niepełnosprawnych.

## Połączenia
Pociągi z Pardes Channa-Karkur jadą do Binjamina-Giwat Ada, Tel Awiwu, Lod, Rechowot i Aszkelonu.